# Türkische Militäroffensive auf Afrin
Die türkische Militäroffensive auf Afrin (kurdisch عەفرين Efrîn) begann offiziell am 20. Januar 2018 unter dem Namen „Operation Olivenzweig“ (türkisch Zeytin Dalı Harekâtı, arabisch عملية غصن الزيتون, DMG ʿAmalīyat Ġuṣn az-Zaitūn) auf Befehl des türkischen Präsidenten Recep Tayyip Erdoğan. Der Name spielt auf das Friedenssymbol des Olivenzweigs an.
Die Operation erfolgte im Rahmen der seit 2016 stattfindenden türkischen Besetzung Nordsyriens während des Syrienkriegs. Sie schloss sich an die türkische Militäroffensive in Nordsyrien 2016/17 und die türkische Militäroffensive im Gouvernement Idlib 2017 an. Ziel war es, die kurdischen Milizen im Norden Syriens zu zerschlagen und insbesondere die Volksverteidigungseinheiten (YPG) aus dem Grenzgebiet zu vertreiben. Sie endete im März 2018 mit der Besetzung des Distrikts Afrin, der seitdem Teil der türkisch kontrollierten „Sicherheitszone in Nordsyrien“ ist. 2019 folgte eine erneute türkische Offensive in Nordsyrien.
Nach Einschätzung einiger Juristen ist der türkische Angriff als völkerrechtswidriger Angriffskrieg zu werten. Begleitet wurde der Beginn des Einmarschs durch Festnahmen von Journalisten und anderen Kritikern des Militäreinsatzes in der Türkei. Seit der Besetzung durch die Türkei hat sich die Sicherheitslage für die Zivilbevölkerung verschlechtert und rückkehrende Bewohner können wegen Enteignungen nicht in ihre Häuser.

## Hintergrund
Afrin ist einer von drei Kantonen, die 2014 von der Partei der Demokratischen Union (PYD) und anderen Gruppierungen in den vorwiegend kurdisch bewohnten Landesteilen im Norden Syriens gegründet wurden. Afrin hat keine direkte Verbindung zum restlichen von der PYD bzw. Volksverteidigungseinheiten (YPG) kontrollierten Gebiet. Nachdem die Demokratischen Kräfte Syriens (SDF), die hauptsächlich aus Kämpfern der YPG bestehen, im August 2016 die Stadt Manbidsch erobert hatten und nach Westen Richtung Afrin vorrückten, begann die Türkei die Operation Schutzschild Euphrat und eroberte mit verbündeten Truppen das Gebiet zwischen Afrin und Manbidsch.
Die Offensive war von türkischer Seite schon seit längerem angedroht worden. Die Vereinigten Staaten hatten mit den kurdischen Einheiten in der nordsyrischen Grenzregion bei ihrem Kampf gegen salafistische und radikal-islamische Truppen zusammengearbeitet und Anfang Januar 2018 die Gründung einer 30.000 Mann starken Grenzschutztruppe aus Mitgliedern des Militärbündnisses SDF angekündigt. Die Türkei äußerte die Befürchtung, damit könnte es zu einer Festigung des kurdischen Einflusses an der syrisch-türkischen Grenze und einem kurdischen Korridor kommen.
Die Türkei begründete den Angriff mit akuten Sicherheitsinteressen, insbesondere dem Kampf gegen den Terror, die einen Präventivschlag rechtfertigten. Einige Beobachter sehen jedoch vielmehr die Autonomiebestrebungen der Kurden in Nordsyrien (Rojava) und Nordirak (Autonome Region Kurdistan) als Hintergrund und werfen daher der Türkei vor, dass sie „mutwillig eine relativ ruhige Region des Bürgerkriegslandes destabilisiert“.
Die türkische Offensive in Afrin hing in erster Linie vom Wohlwollen Russlands ab, das mit dem syrischen Machthaber Baschar al-Assad verbündet ist (siehe auch Russischer Militäreinsatz in Syrien) und den Luftraum in der Region kontrolliert. Türkische Kampfflugzeuge und Drohnen konnten folglich nur mit Erlaubnis Russlands zur Unterstützung des türkischen Angriffs am Boden eingesetzt werden. Eine solche Vereinbarung hatte die Türkei nach eigenen Angaben kurz vor der Offensive erreicht. Beobachter folgerten, dass die Zustimmung Russlands auch der Schwächung der NATO dient, deren Mitglieder Türkei und USA mit ihrem gegenteiligen Engagement bezüglich der syrischen Kurden weiter aneinandergeraten könnten. Andere Beobachter werteten die Zustimmung Russlands als Versuch, sich so freie Hand im Rest Syriens zu sichern, wo syrische und russische Truppen in Idlib eine Offensive gestartet hatten.

## Verlauf

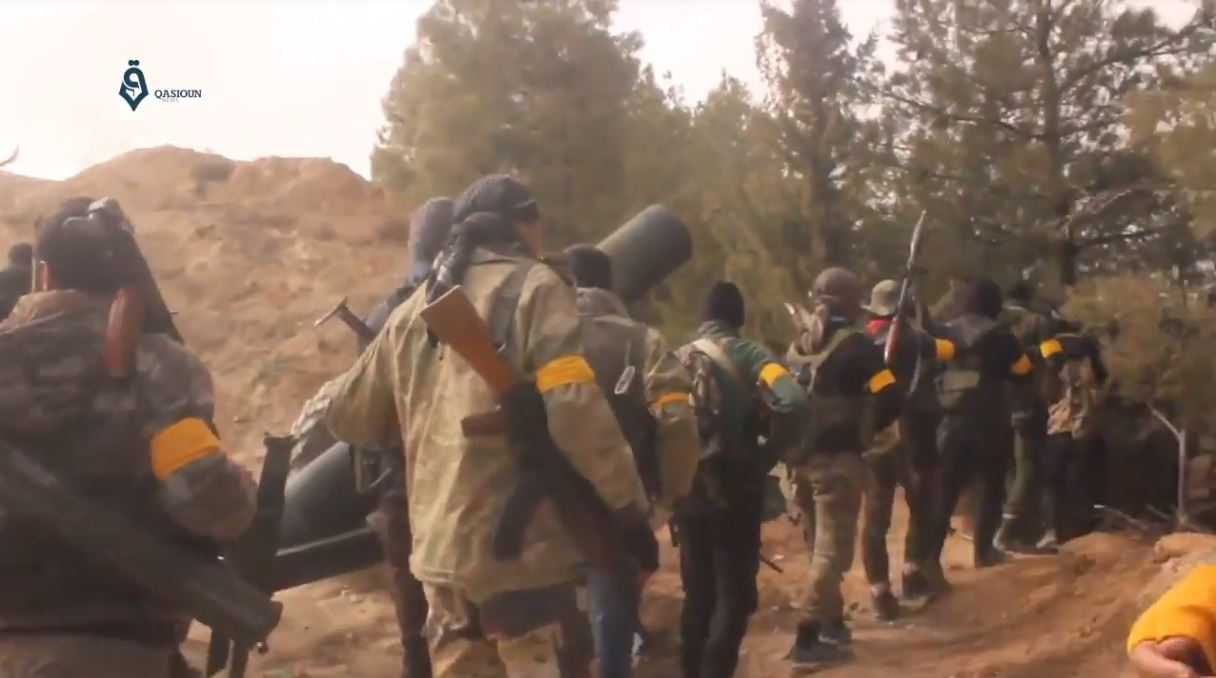
Türkeitreue FSA-Kämpfer, 25. Januar 2018

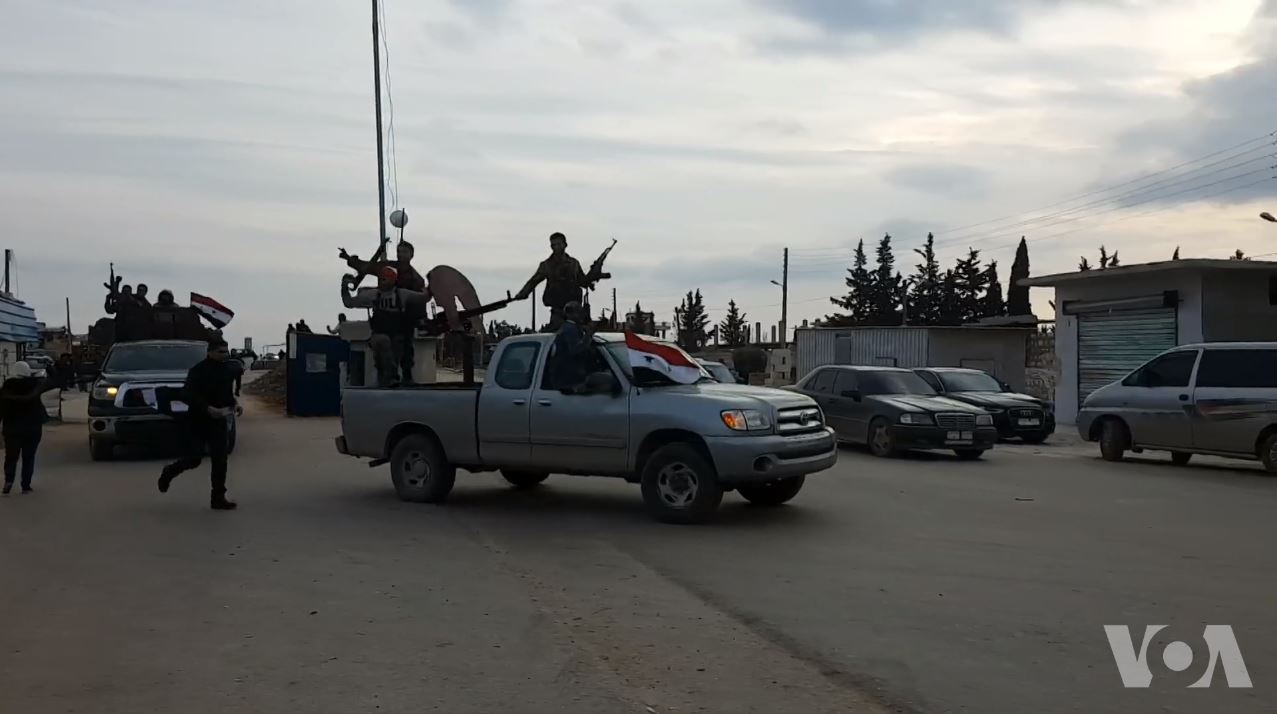
Syrische Milizen rücken Ende Februar 2018 nach Afrin ein

### Januar 2018
Bereits vor dem offiziellen Start der Operation hatte die Türkei Panzerverbände an die Grenze des Distrikts Afrin verlegt und ab dem 14. Januar Dörfer um die Stadt Afrin mit Artillerie beschossen.
Am 20. Januar erklärte der türkische Präsident Recep Tayyip Erdoğan, die angekündigte Bodenoffensive habe „de facto“ begonnen. Danach werde Manbidsch angegriffen. Verteidigungsminister Nurettin Canikli nannte als Grund für den Angriff eine „täglich steigende Bedrohung“ gegen die Türkei. Der türkische Generalstab gab der Militäroffensive den Namen „Operation Olivenzweig“ und behauptete, man wolle mit ihr die Bewohner der nordsyrischen Grenzregion von einer „Unterdrückung durch Terroristen“ befreien. Damit mache die Türkei von ihrem Recht auf Selbstverteidigung Gebrauch.
Der türkische Premierminister Binali Yıldırım umriss die Ziele der Luftangriffe auf Afrin in einer Rede derart, dass die türkischen Streitkräfte eine Luftoffensive gegen Partei der Demokratischen Union (PYD), Arbeiterpartei Kurdistans (PKK) und den Islamischen Staat in Afrin gestartet hätten, obwohl der Islamische Staat aus der Region vertrieben ist.
Premierminister Binali Yildirim traf führende türkische Medienverantwortliche am 21. Januar und besprach mit ihnen die Berichterstattung zur Militäroffensive. Die Berichterstattung solle, nach einem Bericht im Tagesspiegel, den Kampf gegen den Terror herausstellen und Berichte über unbestätigte zivile Verluste vermeiden. Einige regierungskritische Journalisten sollen mit Beginn der Bodenoffensive verhaftet worden sein. Am dritten Tag der Operation waren bereits 24 türkische Kritiker wegen sogenannter Propaganda-Aktivitäten festgenommen worden.
Am 24. Januar gab ein kurdischer Sprecher der SDF bekannt, dass türkische Truppen noch keines der Dörfer in der Region vollständig unter ihre Kontrolle gebracht hätten. Beobachter gaben als Grund für die geringen Erfolge der türkischen Verbände und ihrer Verbündeten in den ersten Tagen der Bodenoffensive kurdische Gegenangriffe und schlechtes Wetter an. Letzteres behindere die türkische Luftwaffe bei der Unterstützung der eigenen Kämpfer am Boden.
Am 26. Januar ersuchte die kurdische Verwaltung die syrische Regierung offiziell um Unterstützung. Syrien müsse die hoheitlichen Aufgaben wahrnehmen und die Grenzen vor den „türkischen Besatzern“ schützen. Am selben Tag kündigte Erdoğan an, die Offensive bis „über Hunderte Kilometer ostwärts“ auszuweiten über „Manbidsch bis zur irakischen Grenze“.
Am 28. Januar besetzten türkische Truppen den strategisch wichtigen Berg Barsaja. Dieser liegt im Grenzgebiet zwischen Afrin und dem türkisch besetzten Aʿzāz. Türkische Streitkräfte griffen außerdem einen Staudamm an, der Afrin mit Wasser und Elektrizität versorgt. Dabei starben nach Angaben der syrischen Beobachtungsstelle für Menschenrechte (SOHR) zahlreiche Zivilisten.
Am 29. Januar gab das türkische Innenministerium bekannt, dass man innerhalb der letzten 10 Tage 311 Personen in der Türkei wegen des Vorwurfs der „Verbreitung terroristischer Propaganda“ festgenommen habe. In dem Zusammenhang hatte Staatspräsident Erdoğan kurz zuvor die Ärzte der Türk Tabipleri Birliği (TTB) wegen einer Warnung bezüglich der humanitären Folgen der Offensive als „Agenten des Imperialismus“, „Dreck“ und „Terroristenliebhaber“ beschimpft. Die Organisation ist laut Innenministerium nun Gegenstand einer Untersuchung.
Am 31. Januar meldeten SOHR-Beobachter, dass die türkischen Truppen und ihre Verbündeten in den letzten Tagen erst 11 der 350 Dörfer in Afrin unter ihre Kontrolle gebracht hätten.

### Februar 2018
Am 3. Februar gaben türkische Stellen den Verlust eines Panzers und den Tod von sieben eigenen Soldaten bekannt. Staatspräsident Erdogan weigerte sich zu bestätigen, eine Panzerabwehrrakete amerikanischer Bauart habe den Panzer zerstört.
Vom 5. bis 8. Februar gab es keine türkischen Luftangriffe auf die Region. Dies stand vermutlich in Verbindung mit dem Abschuss eines russischen Flugzeugs über der Region Idlib.
Bis zum 8. Februar hatten die von der Türkei gelenkten Truppen nach SOHR-Angaben 15 kleinere Dörfer und den Ort Bulbula (36°46′12″N 36°49′06″E) eingenommen.
Am 10. Februar gab Präsident Erdoğan den Verlust eines türkischen Kampfhubschraubers bekannt. Nach kurdischen Angaben wurde er bei Rajo (36°40′29″N 36°39′49″E) abgeschossen.
Am 16. Februar versuchte US-Außenminister Rex Tillerson bei einem Besuch in der Türkei, gemeinsame Interessen mit der türkischen Regierung im Syrienkrieg zu betonen.
Zwei Tage später wurde bekannt, dass die YPG und die syrische Regierung offenbar eine Vereinbarung getroffen haben, wonach die syrische Armee in der Region Afrin einmarschieren darf.
Am 19. Februar meldete die amtliche Nachrichtenagentur Sana, regierungsnahe syrische Milizen seien dabei, in den kurdischen Kanton Afrîn einzurücken.
Auf der zu dieser Zeit abgehaltenen Münchner Sicherheitskonferenz wurden die Konflikte in Syrien diskutiert.
Am 19. Februar kündigte Präsident Recep Tayyip Erdoğan an, in wenigen Tagen mit einer Belagerung von Afrin beginnen zu wollen. Nach Angaben von SOHR Aktivisten lagen die türkischen Truppen zum Zeitpunkt der Ankündigung noch 17 Kilometer von der Stadt entfernt.
Am 24. Februar beschloss der UN-Sicherheitsrat einstimmig einen 30 Tage dauernden Waffenstillstand, von dem der IS, die al-Nusra-Front, al-Qaida und mit ihr verbündete Gruppierungen sowie andere vom UN-Sicherheitsrat festgelegte Terrororganisationen ausgenommen sind. Die Türkei kündigte unterdessen an, ihre Militäroffensive trotz der UNO-Resolution fortzusetzen.

### März 2018
Am 3. März wurden 40 Kämpfer der syrischen Regierung von türkischen Luftstreitkräften bei Angriffen in der Region Afrin getötet. Die meisten starben, als ein Lager der syrischen Volksmobilisierungseinheiten in Kafr Jina getroffen wurde. Weiter gaben türkische Stellen die Eroberung des Ortes Rajo bekannt.
Am 8. März gaben türkische Stellen bekannt, man habe die Stadt Dschindires eingenommen. Die Syrische Beobachtungsstelle für Menschenrechte gab dagegen am 8. März an, in Dschindires würde noch immer gekämpft und türkische Artillerie- und Luftangriffe hätten weite Teile der Stadt zerstört.
Am 10. März berichtete die Washington Post, dass amerikanische Regierungsvertreter der Türkei offenbar zugesichert hätten, Manbidsch den Türken zu überlassen und die Kurden zum Abzug zu zwingen.
Am 11. März berichtet die SOHR, dass türkische Truppen und FSA-Kämpfer nur noch 2 Kilometer von Afrin entfernt seien. Der türkische Präsident erklärte erneut seine Absicht, auch das im Einflussbereich von SDF und US-Truppen liegende Manbidsch angreifen zu wollen.
Am 12. März veröffentlichte der türkische Generalstab von Drohnen gemachte Aufnahmen. Darauf soll zu sehen sein, wie YPG-Kämpfer eine Ausfallstraße blockieren und eine Fahrzeugkolonne aufhalten. Weiter sollen YPG-Kämpfer Zivilisten aus der Kolonne abführen.
Am 13. März gaben türkische Staatsmedien bekannt, Afrin sei seit dem Vortag eingeschlossen. Nach kurdischen Angaben sei die Wasser- und Stromversorgung von den türkischen Truppen unterbrochen worden. Laut SOHR-Schätzung sind etwa 300.000 Menschen eingeschlossen.
Am 16. März warfen türkische Streitkräfte nach Angaben des türkischen Staatsfernsehens Flugblätter in kurdischer und arabischer Sprache über Afrin ab. Darin hieß es u. a. dass ausreisewillige Zivilbürger aus Afrin unter dem Schutz der türkischen Streitkräfte stehen würden. SOHR-Aktivisten gaben an, türkische Truppen würden mit Artillerie und ihrer Luftwaffe Zivilisten in Afrin und solche, die aus der Stadt fliehen, angreifen. 35.000 Menschen seien innerhalb der letzten 48 Stunden vor Kämpfen zwischen türkischen Truppen und der YPG, in ein Gebiet geflohen, das von syrischen Regierungstruppen gehalten wird.
Am 17. März berichteten SOHR-Aktivisten und medizinisches Personal vor Ort, dass das einzige Krankenhaus in Afrin mehrere Treffer durch türkisches Artilleriefeuer erhalten habe. 16 Personen seien nach SOHR-Angaben getötet worden. Die türkischen Streitkräfte wiesen diesen Vorwurf zurück und veröffentlichten Drohnenaufnahmen, die die Aussagen widerlegen sollen. Aktivisten des Bellingcat Netzwerks belegten jedoch, dass das Krankenhaus beschädigt wurde, was in den türkischen Drohnenaufnahmen auch zu sehen ist, die auf ein nicht zum Krankenhaus gehörendes Gebäude (“Arîn Printing House”) fokussieren. Weitere Beschädigungen am Krankenhaus werden durch die Perspektive der Aufnahme verdeckt. Nach Angaben der Medien unter Berufung auf kurdische Organisationen und sonstige Beobachter waren zu diesem Zeitpunkt schon 150.000 Menschen auf der Flucht.
Am 18. März gab der türkische Generalstab bekannt, das Zentrum von Afrin sei unter der Kontrolle von türkischen Truppen und FSA-Kämpfern. Wenig später gab der türkische Präsident bekannt, man habe die Kontrolle über die Stadt gewonnen. Die Stadt Afrin selbst wurde nach Angaben eines Kommandeurs der türkischen FSA nicht verteidigt, die kurdischen Truppen hätten sich zuvor zurückgezogen. Das türkische Militär und die verbündeten Milizen zerstörten die Statue des Freiheitskämpfers und Schmieds Kaveh Ahangar. Am 18. März kündigte Othman Sheikh Issa, Vize-Vorsitzender der Regionalregierung, in einer im Fernsehen übertragenen Erklärung den türkischen Truppen in Afrin einen blutigen Guerilla-Kampf an.
Am 25. März kündigte der türkische Präsident an, die Operation gegen Afrin mit der Besetzung von Tell Rifat beenden zu wollen. Sie wurde jedoch Ende März 2018 von den Syrischen Streitkräften und den Russischen Streitkräften erobert.

## Humanitäre Hilfe
Im Zuge der Operation Olivenzweig sind je nach Angaben zwischen 100.000 und 200.000 Personen aus Afrin geflohen (Stand jeweils Mitte März 2018). Helfer des internationalen Roten Kreuzes kritisierten, dass ihnen der Zugang zur Krisenregion erschwert werde. Laut Michael Wilk sollen die meisten Hilfslieferungen vom Kurdischen Roten Halbmond und der regionalen Selbstverwaltung der Kurden stammen. Aussagen des türkischen Roten Halbmondes, wonach diese bereits gut mit den zu versorgenden Kurden zusammenarbeiten würden, schätzte der Präsident des Internationalen Roten Kreuzes, Peter Maurer als unglaubwürdig ein. Die Erschwerung des Zugangs für westliche Helfer diene dazu, den Zugang für westliche Medien zu verhindern und damit die Verbreitung von „Geschichten über die Kurden als ewige Opfer“ zu vermeiden.
Am 19. März 2018 schickten die türkischen Hilfsorganisationen AFAD und der Türkische Rote Halbmond Mitarbeiter und Hilfsgüter nach Afrin.
Die türkische Stiftung für humanitäre Hilfe (IHH) hat am 21. März 2018 damit begonnen, Zivilisten in Afrin mit Lebensmitteln zu versorgen.

## Reaktionen

### NATO
NATO-Generalsekretär Jens Stoltenberg rief die Türkei zu „mäßigem Verhalten“ im Nachbarland auf. An der Münchner Sicherheitskonferenz 2018 bekräftigte Jens Stoltenberg nochmals das Recht der Türkei der Verteidigung ihrer Grenzen.

### Syrien
Der stellvertretende syrische Außenminister Faisal al-Miqdad erklärte, Syrien lehne jegliche Präsenz türkischer Truppen auf seinem Territorium ab. Mit Militäreinsätzen stelle sich die Türkei mit „Terrorgruppen“ auf eine Stufe. Die türkische Luftwaffe solle einen Angriff auf syrischen Boden nicht als „Spaziergang“ betrachten. Die syrische Luftabwehr sei zu alter Stärke zurückgekehrt und könne türkische „Flugziele“ zerstören.
Am 20. Februar 2018 verlegte Syrien vom Iran unterstützte Einheiten der Nationalen Verteidigungskräfte (NDF) aus den an Afrin angrenzenden Orten Nubl und Zahra in die Gebiete um Afrin.
Arabische Syrer haben unterschiedlich auf die Offensive reagiert. Weil die YPG beim Kampf gegen den IS auch zahlreiche Araber vertrieben und Aktivisten verhaftet hat, unterstützt ein Teil von ihnen die türkische Operation. Andere betrachten sie als eine weitere Invasion Syriens und kritisieren die Beteiligung der FSA, während gleichzeitig Ost-Ghouta belagert wird und die syrische Armee in Idlib Menschen vertreibt. Kurden, die den syrischen bewaffneten Aufstand anfangs unterstützten, betonen die Kluft zwischen den Zielen der ausländischen Mächte und jenen, die die arabisch-kurdische Einheit weiterhin unterstützen.

### Türkei
Die neu gewählte HDP-Co-Präsidentin Pervin Buldan hat während des Parteikongresses, auf dem sie gewählt wurde, die Militäroffensive kritisiert und zu Frieden aufgerufen. Für ihre Rede wird von der Staatsanwaltschaft eine Anklage geprüft.
Mehrere türkische Fußballclubs befürworteten das Vorgehen der Türkischen Streitkräfte in Afrin.

### Russland
Russland entsandte zunächst auf Bitten der Kurden 100 Militärpolizisten in die Region. Mit Beginn der türkischen Offensive zog es die Militärpolizisten von dort wieder ab.

### Vereinigte Staaten
Die Vereinigten Staaten riefen nach Berichten vom 18. Januar die Türkei im Hinblick auf die angekündigte Militäroperation dazu auf, „keinerlei Maßnahmen dieser Art zu ergreifen“. Der Fokus beim Einsatz in Syrien müsse auf der Bekämpfung des IS liegen.
Am 24. Januar rief Präsident Trump nach US-Angaben den türkischen Staatschef an und rief ihn auf, alle Schritte zu unternehmen, um die Lage zu deeskalieren und um zivile Verluste und einen Zusammenstoß mit US-Truppen zu vermeiden. Die türkische Seite bestritt jedoch später, dass das der Inhalt des Gespräches gewesen sei.
Am 26. Januar soll US-Sicherheitsberater H. R. McMaster der türkischen Regierung nach türkischen Angaben zugesichert haben, dass die USA die YPG nicht mehr mit Waffen beliefern wollen.
Am 7. Februar 2018 sagte Maj. General Jarrard, der Kommandant der Special Operations in Syrien und Irak, dass sie in der Region Manbidsch bleiben werden. Und Let. General Paul Funk sagte, sie würden aggressiv zurückschlagen, würden sie angegriffen werden.
Weder General McMaster, noch US-Außenminister Rex Tillerson gelang es bei ihren Besuchen, die Türken von der Beendigung ihrer Offensive zu überzeugen. In der Folge verlor der Kampf der USA mit den Kurden gegen die Reste der Terrororganisation IS in der Region am Euphrat zwischen Deir ez-Zor und irakischer Grenze an Schwung und kam im Februar 2018 weitgehend zum Erliegen, weil die Kurden ihre Verbände abzogen, um sie gegen die Türken und deren Verbündete in Afrin einzusetzen.
Am 10. März deuteten Vertreter der Regierung Trump nach Presseberichten dem Regime gegenüber an, dass man bereit sei, den Ort Manbidsch den Türken zu überlassen und die dortigen Kurden des SDF zum Abzug zu bewegen. Im Gegenzug habe man die türkische Zusicherung erhalten, die Luftwaffenbasis Incirlik Air Base weiter für Einsätze über Syrien nutzen zu dürfen. Es war allerdings schon im November 2016 berichtet worden, dass YPG und YPJ sich aus Manbidsch zurückgezogen hätten, die Kontrolle liege seitdem bei örtlichen Kräften. Im Juni stimmte die YPG zu, auch die verbliebenen Militärberater aus Manbidsch abzuziehen, nachdem USA und Türkei sich in dieser Hinsicht geeinigt hatten. Seit der Einnahme Manbidschs 2016 kontrolliert der Manbidsch-Militärrat (Manbij Military Council, MMC) die Stadt. Der Rat ist ein Verbündeter der YPG und Mitglied der Demokratischen Kräfte Syriens.

### Frankreich
Der französische Außenminister Jean-Yves Le Drian forderte nach Beginn der Offensive eine Sitzung des UNO-Sicherheitsrats, die neben der Situation in Afrin jene in Ghouta und Idlib behandeln solle. Die Sitzung des UNO-Sicherheitsrates am 22. Januar endete ohne gemeinsame Erklärung.
Präsident Emmanuel Macron sagte in der Woche nach Beginn der Offensive, dass Frankreich ein Problem damit habe, wenn die Türkei an einer Invasion beteiligt sei. Der türkische Präsident Erdoğan soll nach türkischen Medien Macron angerufen und versichert haben, dass die Türkei sich kein fremdes Staatsgebiet aneignen wolle.
Präsident Macron bot Ende März 2018 die Vermittlung Frankreichs im Konflikt in Nordsyrien zwischen YPG und Türkei an. Die Türkei ließ das Angebot über einen Sprecher von Präsident Erdogan umgehend ablehnen. Französische Medien berichteten, Macron habe angekündigt, französische Truppen in der Gegend von Manbidsch zu stationieren, um in Zusammenarbeit mit den Vereinigten Staaten die Region gegen den Vormarsch der türkischen Armee zu schützen. Erdoğan selbst verhöhnte den französischen Präsidenten, indem er sagte, dieser würde "wirre Dinge" reden.

### Deutschland
Die deutsche Bundesregierung rief die Türkei zu Beginn der Offensive am 19. Januar zur Mäßigung auf. Laut Sprecher des Auswärtigen Amtes Rainer Breul „beobachtet“ das Auswärtige Amt „die Lage in Syrien natürlich sehr genau […]. [das Auswärtige Amt] geht davon aus und erwartet, dass die Türkei wie bisher auch weiterhin politisch und militärisch Zurückhaltung zeigt.“ Weiterhin habe die Türkei legitime Sicherheitsinteressen an der syrisch-türkischen Grenze. „Diese sollten in dem Kontext natürlich auch berücksichtigt werden.“ Wichtig für die Bundesregierung sei, dass „der Fokus militärischer Aktivitäten in Nordsyrien auf den Kampf gegen [den Islamischen Staat] und die Nachfolgeorganisation […] Al-Nusra (HTS) […] liegt.“
Vizeregierungssprecherin Ulrike Demmer äußerte am 23. Januar, die Bundesregierung fordere ein Ende der Kämpfe und Zugang für humanitäre Hilfe. Die Bundesregierung sehe „legitime türkische Sicherheitsinteressen an der Grenze zu Syrien“.
Die Vizepräsidentin des Bundestages Claudia Roth kritisierte Jens Stoltenberg zum Vorgehen der NATO gegenüber der Türkei und deren Militäroffensive in Afrin. Sie sagte, es gehe an die Glaubwürdigkeit, wenn ein NATO-Mitgliedstaat Truppen angreift, welche von anderen NATO-Staaten im Kampf gegen den Islamischen Staat unterstützt werden. Die Abgeordneten der Linkspartei trugen aus Protest gegen die türkische Militäroffensive auf Afrin Anfang Februar 2018 die Farben der Kurden im Bundestag.
In der Nacht zum 12. März 2018 gab es mehrere Brandanschläge auf türkische Einrichtungen. Die Sicherheitsbehörden halten die Anschläge für eine koordinierte Aktion der PKK. Die Führung der PKK schalte in Deutschland wegen der dramatischen Lage in Afrin stärker auf Militanz um. Das türkische Außenministerium bestellte daraufhin den deutschen Botschafter ein und forderte eine rasche Aufklärung.
Die Türkei setzt verschiedenste deutsche Rüstungsgüter, u. a. Leopard-2-Panzer, bei ihren Angriffen ein. Der geschäftsführende Außenminister der deutschen Bundesregierung Sigmar Gabriel hatte noch im Februar 2018 versichert, dass Deutschland wegen des Konfliktes in Nordsyrien keine Rüstungsgüter an die Türkei geliefert habe. Allein in den ersten fünfeinhalb Wochen der „Operation Olivenzweig“ hatte die deutsche Regierung nach Erkenntnissen vom März 2018 jedoch Rüstungsgüter im Wert von 4,4 Millionen Euro an die Türkei genehmigt. Dazu gehörten Munition, militärische Luftfahrzeuge, Software und Material zur Herstellung von Rüstungsgütern.
Zwei Monate nach dem Beginn der Offensive, am 22. März, kritisierte die Bundeskanzlerin Angela Merkel das türkische Vorgehen scharf und mahnte die Türkei zur Verhältnismäßigkeit. Zeitgleich telefonierte Bundespräsident Steinmeier mit Präsident Erdoğan und stellte in Aussicht, die Verbesserung der bilateralen Beziehungen zwischen Deutschland und der Türkei zu beschleunigen. Einem Bericht des Handelsblatt zufolge sei es möglich, dass diese beiden Aussagen Teil einer Taktik von Zuckerbrot und Peitsche sein könnten, welche von vielen EU-Politikern gefordert werde, während ein anderer großer Flügel den kompletten Abbruch der Beziehungen zu dem Land fordere.
Deutschlandweit gab es immer wieder kleinere und größere, kurdische Demonstrationen gegen den Militäreinsatz, unter anderem Anfang März 2018 mit etwa 7.000 Teilnehmern in Berlin, in Hannover zum kurdischen Neujahrsfest 2018 mit etwa 11.000 Teilnehmern, oder in Köln Ende Januar 2018 mit mehr als 20.000 Teilnehmern.

### Schweiz
Beat Jans, Nationalrat der Sozialdemokratischen Partei und Edibe Gölgeli, Grossrätin der Stadt Basel verurteilten in einem Statement der SP Schweiz die Militäroffensive in Afrin und sahen diese als Anlass, die Beziehungen der Schweiz gegenüber der Türkei grundlegend neu zu gestalten. Auch Tonja Zürcher, Grossrätin der Stadt Basel und Sibel Arslan, Nationalrätin für die Partei BastA! verurteilten die Militäroffensive der Türkei und forderten von der Schweiz als Hüterin der Genfer Konventionen ein entschiedenes Handeln für die kurdische Bevölkerung von Afrin. Am 11. April 2018 verabschiedete der Grosse Rat von Basel eine Resolution mit 72 zu 11 Stimmen, in welcher er die türkische Offensive in Afrin mit deutlichen Worten verurteilte und vom Schweizer Bundesrat verlangte, dass er sich für den Respekt gegenüber dem internationalen humanitären Völkerrecht einsetzt und dies von der Türkei einfordert.

### Luxemburg
Am 19. März 2018 verurteilte der Außenminister von Luxemburg Jean Asselborn die Militäroffensive Olivenzweig in einem Interview mit dem Spiegel scharf. Er meinte, dass die Türkei nicht zu Selbstverteidigungszwecken handele, sondern Syrien militärisch angreife. Er äußerte außerdem, die NATO-Mitgliedstaaten sollten Druck auf die Türkei ausüben, damit sie ihre Pläne der NATO gegenüber offen darlegt. Er ist auch dagegen, dass die YPG, die weder von den USA, noch der EU oder der UNO als Terrororganisation angesehen wird und im Kampf gegen den IS ein wichtiger Verbündeter war und ist, zum Feind erklärt wird.

### Europäische Union
Das Europäische Parlament hat die Türkei für ihren Militäreinsatz im Norden Syriens verurteilt. Die Abgeordneten warnen die türkische Führung davor, die „unverhältnismäßigen Maßnahmen“ fortzuführen. Außerdem kritisieren sie in dem Papier die Verhaftung vieler Kritiker des Vormarsches.

### Autonome Region Kurdistan
Das Parlament Kurdistans der Autonomen Region Kurdistan verurteilte in einer Sitzung am 30. Januar die Militäroffensive. Am Sonntag, dem 11. Februar 2018 besuchte eine Delegation des Parlaments bestehend aus vier Parteien Afrin und sagte humanitäre Hilfe zu.

### Ägypten
Ägypten verurteilte das militärische Vorgehen der Türkei und bezeichnete es als ernste Bedrohung der Souveränität Syriens.

## Völkerrecht
Die deutsche Rechtswissenschaftlerin Anne Peters, Direktorin des Max-Planck-Instituts für ausländisches öffentliches Recht und Völkerrecht, sieht in der türkischen Militäroffensive einen Bruch des Völkerrechts, da die Türkei ohne eine Zustimmung der syrischen Regierung bzw. Ermächtigung durch den Sicherheitsrat der Vereinten Nationen handle. Die Türkei könne sich auch nicht auf ihr Recht zur Selbstverteidigung nach Artikel 51 der Charta der Vereinten Nationen berufen, da kein bewaffneter Angriff im Sinne dieser Vorschrift vorgelegen habe. Auch der Völkerrechtler Stefan Talmon von der Universität Bonn sieht im Angriff der Türkei gegen die Demokratischen Kräfte Syriens eine Verletzung des Völkerrechts.
Der Wissenschaftliche Dienst des Deutschen Bundestages erklärte, angesichts der bestehenden Zweifel am Vorliegen einer Selbstverteidigungslage nach Art. 51 VN-Charta sowie am verhältnismäßigen Vorgehen der türkischen Streitkräfte in Nordsyrien steht die Berufung der Türkei auf das Selbstverteidigungsrecht auf ausgesprochen „tönernen“ Füßen.

## Vorwürfe von Menschenrechtsverletzungen
Seit Beginn der Operation sind Vorwürfe gegen die türkische Armee erhoben worden, sie würde Kriegsverbrechen begehen und türkische Grenzschützer würden auf fliehende Zivilisten an der Grenze schießen. Ein türkischer Regierungsmitarbeiter wies dies zurück. Ende Januar beschuldigten Mitglieder der SDF die türkische Armee, verbotene Napalmbomben zu verwenden. Türkische Offizielle wiesen diesen Vorwurf zurück. Die BBC berichtete von Plünderungen der pro-türkischen Truppen in Afrin, nachdem Afrin von diesen am Morgen des 18. März 2018 eingenommen wurde.
In sozialen Medien verbreiteten sich Videos und Fotos von Exekutionen von kurdischen Gefangenen und Verstümmelungen kurdischer Soldaten.
Das UNHCR verwies während der Offensive auf Berichte nach denen es in Afrin zu zivilen Opfern durch Beschuss gekommen war und zeigte sich besorgt, dass nach anderen Meldungen kurdische Kämpfer Zivilisten an der Flucht hindern würden. Man sei besorgt über das hohe Risiko für Zivilisten, die praktisch gefangen wären, in den Kämpfen getötet, verletzt, eingeschlossen, als Schutzschilde benutzt, oder vertrieben zu werden.
Pro-türkischen Kräften wurde vorgeworfen, im Zuge der Eroberung Angehörige der größtenteils kurdischsprachigen religiösen Minderheit der Jesiden zwangszukonvertieren und ihre Gebetsstätten zu zerstören.

## Festnahmen in der Türkei
Die türkische Regierung hat in den ersten neun Tagen der Offensive 300 Kritiker an der Operation Olivenzweig angeklagt und verhaftet.
Bis zum 12. Februar 2018 wurden 666 Personen festgenommen, die sich kritisch gegenüber der Operation gezeigt haben.
Bis zum 19. Februar 2018 wurden in der Türkei 786 Menschen festgenommen, weil sie sich zur Offensive kritisch geäußert hatten (zum Beispiel in Sozialen Medien) oder gegen sie protestiert hatten. Seit Beginn der Offensive wurden nach Angaben der HDP mehr als 350 ihrer Mitglieder verhaftet.